# ブチャの戦い
ブチャの戦い（ブチャのたたかい）は、2022年のロシアのウクライナ侵攻の際に、ロシア連邦軍とウクライナ軍の間で行われたキーウ州ブチャの支配権を巡る戦いである。ロシア軍は、キーウ攻勢の一環としてウクライナの首都キーウを西から包囲するために、ブチャ、イルピン、ホストメリの制圧を目指した。キーウ攻勢の激しさから、キーウ州政府はブチャをイルピン、ホストメリ、ハイウェイM06、ヴィーシュホロドとともにキーウ州で最も危険な場所に指定した。

## 前兆
侵攻当初、ブチャの北にある町ホストメリのホストーメリ空港をロシア軍が占領し、町に足場を築いた。ウクライナ軍はホストメリのロシア占領軍と戦ったものの、ロシア軍はキーウ包囲を目的としてブチャと近くの都市イルピンを占領するために南下を開始した。
この戦闘に先立つ2022年2月25日、ロシア兵がブチャやその近郊の集合住宅を占拠し、住民を追い出したが、後に森林に退却したと報じられた。

## 戦闘

### 第1次

#### 2月
2022年2月27日、ウクライナ軍はロシア陸軍がブチャに進軍し、同市を巡る戦いが始まったと報告した。報道によると、ロシア軍の侵攻部隊には戦車、ロシア空挺軍、工兵部隊および架橋部隊、第36軍の予備軍が含まれているという。ロシア軍の迫撃砲がブチャを砲撃し、いくつかの家屋、建物、その他のインフラが損害を受けた。住民は、砲撃により水、ガス、電気が使えなくなったと報告した。後にロシア軍はブチャの突破に成功し、その一部は隣接する都市イルピンへと進軍、同市で戦闘が始まった（イルピンの戦い）。住民は、ロシア軍が市内のアフガニスタン兵の記念碑と近くを通りかかった一般市民の車を攻撃しする映像を記録した。攻撃により1人が死亡、1人が負傷した。
ウクライナ軍は、ロシアの前進を阻止するためにロケット砲や大砲による砲撃、空爆を行った。ウクライナ国家特別通信局は、これらの砲撃の1つが、「グループV」（車両に記された「V」の文字が由来）と名付けたロシア軍装甲車の車列を破壊し、100台以上の車両が破壊されたと報告した。ウクライナ軍はまた、さらに多くのロシア陸軍がイルピンに侵入するのを防ぐためにブチャとイルピンを結ぶ橋を破壊した。
ウクライナ大統領府の顧問を務めるオレクシー・アレストビッチは、ブチャの住民も戦いに加わり、ロシア軍の装甲車や空挺部隊に火炎瓶を投げつけたと主張した。アントン・ヘラシチェンコは、市民が30台の装甲車からなるロシア軍の車列を攻撃し、そのうち1、2台を炎上させたと報告した。
日中のある時点でウクライナ当局はブチャの住民に対し、避難はまだ始まっていないため、市外に「避難」するバスに乗らないように警告した。ウクライナ当局は、ロシア軍がキーウに侵入するために、満員のバスの後ろをついてまわり民間人を人間の盾として利用する策略であると主張した。この警告は、同じ日にイルピンでも報告された。
2月28日、ウクライナ軍はロシアの装甲部隊と交戦し、破壊した。ブチャ市長のアナトリイ・フェドルクは、くすぶっている残骸を映した自撮り動画を公開した。彼は、攻撃によるウクライナ市民と軍の犠牲者はなかったと主張している。

#### 3月
戦闘は収まり、住民やジャーナリストは通りに出て、破壊されたり、放棄されたロシア軍車両と装備を撮影することができた。これらの写真はウクライナの報道機関を通じて流され、中にはブチャを破壊されたロシア軍装備の「墓場」と表現する者もいた。
3月2日、ウクライナ軍はブチャに人道支援を送り始めた。
3月3日、キーウ州政府は、ブチャとイルピンにさらに多くの人道支援が向かっていること、および両都市で避難が始まっていることを発表した。1500人以上の女性と子供が列車で避難し、さらに250人がバスで避難したと報告された。しかし、一部の避難ルートでは線路が破壊され、ウクライナ軍とロシア軍の間で小競り合いが続いていることから避難が困難になっていた
その後、ウクライナ陸軍はブチャが「解放された」と発表し、市議会議事堂の近くでウクライナ国旗を掲げるウクライナ兵の動画をソーシャルメディアに投稿した。また、ウクライナの緊急隊が市内の電力を復旧させた。ロシア軍は市内で戦闘を続けたが、ウクライナ軍によって撃退され、都市郊外に押し戻されたと報告された。
3月4日、ブチャ市長のアナトリー・フェドルクは、ロシア軍が防衛線を探っているにもかかわらず、ブチャが依然としてウクライナの支配下にあることを確認した。2022年3月5日、ロシア軍はブチャへの攻撃を続けたが、撃退され続けた。
3月6日、ロシア軍は都市への砲撃を強化し、民間人が犠牲となった（人数不明）。市議会は、市民が地下室に避難しており、絶え間ない砲撃のために市が人道支援を受けられなかったと報告した。ウクライナ大統領府顧問のアレストビッチは、3月5日にロシア軍がブチャとホストメリを制圧したが、子供の負傷が指摘されているにもかかわらず市民の避難を許可していないと述べた。ロシア軍の占領下にある住民は食料、水、ガス、電気にアクセスできず、ロシア兵が都市から逃げ出そうとする住民を殺害するのを目撃したと報告されている。
3月8日、ブチャ市長のフェドルクは、ウクライナ軍がブチャを奪還するために未だに戦っており、一部地域の奪還に成功したと報告した。しかし、ロシア軍が主要な高速道路をすべて支配し、砲撃を強化し、路上で撃たれるからと住民が家から出ることを許可していないとも報告した。フェドルクは街の状況をロシア軍の「人質」になっていると表現した。他の報告によれば、ロシア軍は市民の外出を限られた時間しか許可しておらず、路上の死体を撤去するか庭で食べ物を調理するかのどちらかであったという。ウクライナ人は、ロシア軍が都市の変電所を支配していたため、電気を使うことができなかった。
3月9日、ウクライナ軍はブチャを含むキーウ州全域で大規模な避難を開始した。キーウ地方から最大2万人の市民が避難し、避難は3月10日も継続された。キーウ州庁は戦闘と避難の真っ只中のブチャの状況は「緊迫している」と表現した。
3月12日、ブチャ市議会はロシア軍がブチャを占領したと発表した。

### ロシア軍支配下
3月13日、ブチャ住民が犠牲となった67人をブチャの教会付近の集団墓地に埋葬した。埋葬された人々はロシア兵によって殺害され、一部の遺体は確認できなかった。 その後、一部のロシア兵が市内の家屋を略奪する姿が目撃された。
3月15日までにロシア軍はブチャ市庁舎の占拠を開始し、庁舎内の職員を拘束した。また、Obozrevatelは、住宅の私道や車庫に駐車し放棄されたロシアの装甲車を捉えたビデオを公開した。
3月16日、ウクライナ軍によると、同軍はブチャを含むキーウ周辺のロシア軍制圧地域に対して反撃を開始した。
3月22日、キーウ地方軍政局長のオレクサンドル・パヴリョクは、「ブチャもホストーメリも、ロシア軍の占領下にある間は、ウクライナ軍は何の行動も起こせない」と述べた。ウクライナ軍の主な任務は、ロシア軍によるイルピン川の横断を阻止することであった。

### 第2次
3月29日、ロシア国防省副大臣アレクサンドル・フォミンは、キーウとチェルニーヒウ付近でのロシア軍の活動を縮小すると発表した。
3月31日までの間、ロシア軍が全面撤退する中でウクライナ軍がブチャに進駐し、ロシア軍との激しい戦闘となった。4月1日、キーウ地方軍政局長のオレクサンドル・パヴリョクはブチャをほぼ取り戻したことを発表した。 一方、市長のフェドルクとアメリカの戦争研究所は、3月31日の時点でブチャがロシア軍から完全に奪還されたと報告した。

## ブチャの虐殺
ロシア軍の撤退前の3月28日付の記事で、ブチャ市長のフェドルクは「第二次世界大戦中にナチスが行った犯罪として聞いたあらゆる恐怖を、ここブチャで目にしている」と述べた。ロシア軍が撤退した後、ブチャに入ったAFP通信をはじめとする多数メディアによって、民間人とみられる多数の遺体が確認された。

## ブチャ侵攻露軍部隊への称号授与
ブチャの市民に対する残虐行為に対して「戦争犯罪」での追及が取りざたされる中、4月18日、ウラジーミル・プーチン大統領はブチャの攻撃に参加した第64独立自動車化狙撃旅団に対し、「『祖国を防衛し、ロシアの主権と国益を守る』ために示した『特別な功績、偉大な英雄行為と勇気』」と称賛し、「親衛 (гвардейская)」の称号を授与すると書簡で発表した。